# 정일봉
정일봉(正日峰)은 조선민주주의인민공화국 량강도 삼지연시 백두산밀영로동자구에 있는 백두산의 일부인 산이다. 1988년 장수봉(將帥峯)에서 현재의 이름으로 바꾸었다. 어원은 김정일의 출생지라 하여 붙여졌다.

## 자연
해발 1,793 m이다. 백두산 화산 폭발 이전의 식생이 보존되어 있는 것이 특징이다.

## 작품에서의 정일봉
조선민주주의인민공화국 정부에서는 정일봉을 우상화하는 여러 작품을 만들었다. 문학 작품으로는 오영재가 쓴 《인민의 아들》 6장, 전병구의 1989년 작품인 《아, 정일봉이여》이 있으며, 노래로는 보천보전자악단의 《빛나라 정일봉》과 《정일봉의 봄맞이》, 왕재산경음악단의 《정일봉의 우뢰소리》 등이 있다.

## 현재
정일봉 절벽에는 안에 정일봉이라는 붉은 글자가 새겨진 화강암 석판이 세개가 붙어있다. 그 판의 무게가 100 t이 넘는다. 2013년 2월 핵실험의 여파로 글자가 떨어질지도 모른다고 한다.